# Заигрин, Руслан Павлович
Русла́н Па́влович Заи́грин (1 декабря 1989, Осинники, Кемеровская область) — российский дартсмен. Чемпион России по дартсу в дисциплине «американский крикет». Мастер спорта России.

## Биография
Дартсом начал заниматься в клубе «ЯПиМ», первый тренер — Татьяна Кононенко.
В 2008 году сенсационно стал чемпионом России в американском крикете. Спустя год мог повторить достижение, но в финале проиграл Юрию Кучеву из Перми.

## Личная жизнь
Женат, воспитывает сына и дочь.

## Достижения

### Личные
- Чемпион России (2008, американский крикет)
- Вице-чемпион России (2009, американский крикет)